# Switch (DJ)
David James Andrew Taylor, mer känd som Switch, är en brittisk diskjockey, låtskrivare, ljudtekniker och musikproducent. Han är mest känd för sina samarbeten med M.I.A. och Santigold.

## Diskografi

### Singlar
- 2003 "Get Ya Dub On"
- 2004 "Get on Downz"
- 2005 "Just Bounce 2 This"
- 2006 "A Bit Patchy"

### Mixalbum
- 2006 House Bash-Up Mix (given away free with Mixmag)
- 2008 Fabric Live.43 - Get Familiar (Mixed by Sinden)

### Album
- 2009 "Guns Don't Kill People... Lazers Do" as Major Lazer

### Remixer
Låtar som Switch har remixat:
- 2003 Audio Bullys - "Way Too Long"
- 2003 The Chemical Brothers - "Get Yourself High"
- 2003 Futureshock - "Late at Night"
- 2004 Basement Jaxx - "Right Here's the Spot"
- 2004 The Chemical Brothers - "Galvanize"
- 2004 Faithless - "Miss U Less, See U More"
- 2004 Half Pint - "Red Light Green Light"
- 2004 Jentina - "French Kisses"
- 2004 Shaznay Lewis - "You"
- 2004 Mondo Grosso - "Fire & Ice"
- 2005 Basement Jaxx - "Fly Life Xtra"
- 2005 BodyRockers - "Round & Round"
- 2005 Dubble D - "Switch"
- 2005 Evil Nine - "Pearl Shot"
- 2005 Infusion - "The Careless Kind"
- 2005 Les Rythmes Digitales - "Jacques Your Body (Make Me Sweat)"
- 2005 X-Press 2 - "Give It"
- 2006 Lily Allen - "LDN"
- 2006 Coldcut - "True Skool"
- 2006 Def Inc - "Waking the Dread"
- 2006 Fatboy Slim - "Champion Sound"
- 2006 The Futureheads - "Worry About It Later"
- 2006 Jaydee - "Plastic Dreams"
- 2006 Kelis - "Bossy"
- 2006 MYNC Project feat. Abigail Bailey - "Something on Your Mind"
- 2006 Sharon Phillips - "Want 2 / Need 2"
- 2006 Playgroup - "Front 2 Back"
- 2006 Spank Rock - "Bump"
- 2007 Basement Jaxx - "Hey U"
- 2007 The Black Ghosts - "Face"
- 2007 Klaxons - "Golden Skans"
- 2007 P. Diddy - "Tell Me"
- 2007 Freeform Five - "No More Conversations"
- 2007 Just Jack - "Glory Days"
- 2007 DJ Mehdi - "I Am Somebody"
- 2007 Mika - "Love Today"
- 2007 Nine Inch Nails - "Capital G"
- 2007 Simian Mobile Disco - "I Believe"
- 2007 Speaker Junk - "Foxxy"
- 2007 Ben Westbeech - "Dance with Me"
- 2007 Robbie Williams - "Never Touch That Switch"
- 2007 Jacknife Lee - "Making Me Money"
- 2007 Radioclit - "Divine Gosa"
- 2007 Armand Van Helden - "Je T'Aime"
- 2007 Santogold - "You'll Find a Way"
- 2007 Santogold - "L.E.S. Artistes"
- 2008 Blaqstarr feat. Rye Rye - "Shake It To The Ground"
- 2008 Late of the Pier - "Space And The Woods"
- 2008 Laughing Boy and the Wrath of Khan - "PM Chalkman"
- 2008 Santogold - "Shove It"
- 2008 Underworld - "Boy, Boy, Boy"
- 2008 Mystery Jets - "Hideaway"
- 2009 Björk - "Náttúra"
- 2010 Sugababes - "Wear My Kiss"
- 2010 Christina Aguilera - "Bionic, Monday Morning, Bobblehead, Elastic Love"